# ا.آن
ا. آن (به آلمانی: E.ON) بزرگ‌ترین شرکت سرمایه‌گذاری، تولید و توزیع برق در جهان است که مرکز مدیریت آن در شهر دوسلدورف و مرکز اجرایی آن اسن، در ایالت نوردراین وستفالن، آلمان قرار دارند.
نام این شرکت از واژه یونانی aeon گرفته شده‌است، که به معنی ابدیت می‌باشد. شرکت ا. آن در بیش از ۳۰ کشور فعالیت تجاری داشته و دارای بیش از ۲۶ میلیون مشتری در سرتاسر جهان است.
این شرکت یکی از ۳۰ عضو شاخص سهام دکس است، همچنین از شرکت‌های بزرگ آلمان و نیز یکی از اعضای شاخص گلوبال تیتان ۵۰ به‌شمار می‌آید. مدیرعامل و رئیس هیئت مدیره ا. آن؛ یوهانس تیسن می‌باشد.